# Shinran: Shiroi michi
Shinran: Shiroi michi é um filme de drama japonês de 1987 dirigido e escrito por Rentarō Mikuni. Estrelado por Junkyu Moriyama e Michiyo Ookusu, venceu o Prêmio do Júri do Festival de Cannes.

## Elenco
- Junkyu Moriyama - Zenshin (Shinran)
- Michiyo Ookusu - Keishin
- Ako - Shiina
- Kazuo Andoh - Kazuto
- Sen Hara - Ayae
- Guts Ishimatsu - Atota
- Hanshiro Iwai - Sadaie Fujiwara
- Shigeru Izumiya - Hyu
- Hosei Komatsu - Utsunomiya
- Akaji Maro - Nanzame
- Mako Midori - Chiyo
- Rentarō Mikuni - Horai